# Třída Óšio
Třída Óšio byla třída diesel-elektrických ponorek Japonských námořních sil sebeobrany. Byly to první japonské oceánské ponorky postavené od konce druhé světové války. Celkem bylo postaveno 5 jednotek. Dnes jsou již vyřazeny.

## Stavba
Loděnice Mitsubishi Heavy Industries a Kawasaki Shipbuilding Corporation postavily v letech 1963–1969 celkem 5 jednotek této třídy.
Jednotky třídy Uzušio:
| Jméno            | Založení kýlu     | Spuštěna           | Vstup do služby   | Status                  |
| ---------------- | ----------------- | ------------------ | ----------------- | ----------------------- |
| Óšio (SS-561)    | 29. června 1963   | 30. dubna 1964     | 31. března 1965   | vyřazen 20. srpna 1981  |
| Asašio (SS-562)  | 5. října 1964     | 27. listopadu 1965 | 13. října 1966    | vyřazen 30. března 1983 |
| Harušio (SS-563) | 12. října 1965    | 25. února 1967     | 1. prosince 1967  | vyřazen 30. března 1984 |
| Močišio (SS-564) | 26. července 1966 | 5. prosince 1967   | 29. srpna 1968    | vyřazen 27. března 1985 |
| Arašio (SS-565)  | 5. července 1967  | 24. října 1968     | 25. července 1969 | vyřazen 27. března 1986 |

## Konstrukce
Na prototyp Óšio navázaly čtyři pozměněné kusy s mírně větším výtlakem, ponorem a pozměněnou přídí ukrývající výkonnější sonar. Výzbroj tvořilo šest příďových 533mm torpédometů HU-601 a dva záďové 483mm torpédomety HU-201. Vyhledávací radar prototypu Óšio byl typu ZPS-2 a trupový sonar byl typu JQS-3, JQO-3 a JQO-4, druhá jednotka třídy Asašio byla změněna na radar typu ZPS-3 a trupové sonary typu SQS-4, JQO-3B a JQO-4B a od ponorky Harušio byl JQO-4B nahradil JQO-5.
Pohonný systém byl diesel-elektrické koncepce. Prototyp Óšio tvořily dva diesely Kawasaki-MAN V8V24/30mMAL, dva alternátory Fuji SG-3 a jeden elektromotor Fuji SM-3, Asašio byla změněna na dva diesely Kawasaki-MAN V8V24/30mMAL, dva alternátory Fuji SG-3B a dva elektromotory Fuji SM-3B a následující ponorky byla změněna na dva diesely Kawasaki-MAN V8V24/30mMAL, dva alternátory Fuji SG-3C a dva elektromotory Fuji SM-3C. Energii uchovávaly baterie. Lodní šrouby jsou dva. Ponorky dosahují rychlosti 14 uzlů při plavbě na hladině a 18 uzlů pod hladinou.